# Jakub Moder
Jakub Piotr Moder (phát âm tiếng Ba Lan: [ˈmɔdɛr]; sinh ngày 7 tháng 4 năm 1999) là một cầu thủ bóng đá chuyên nghiệp người Ba Lan chơi tại Premier League cho câu lạc bộ Brighton & Hove Albion và đội tuyển quốc gia Ba Lan ở vị trí tiền vệ. Trước đây, Moder từng thi đấu cho Lech Poznań.

## Sự nghiệp CLB

### Những ngày đầu
Moder được sinh tại Szczecinek. Anh có được những bước đầu tiên để trở thành cầu thủ chuyên nghiệp tại Fortuna Wieleń. Đến năm 2011, anh gia nhập học viện của câu lạc bộ Warta Poznań.

### Lech Poznań
Vào năm 2014, Moder chuyển đến học viện của Lech Poznań và được đôn lên đội hai của Lech Poznań vào năm 2016. Vào 2 tháng 4 năm 2018, anh có trận ra mắt cho đội một của Lech Poznań sau khi được thay vào sân trong chiến thắng 1–3 trên sân khách trước Wisła Kraków.

#### Odra Opole (cho mượn)
Vào 18 thấng 6 năm 2018, Moder được cho mượn tới câu lạc bộ của I liga, Odra Opole.

#### Mùa giải 2019–20
Sau khi trở về từ chuyến du học tại Odra Opole, Moder gia hạn hợp đồng của anh với Lech Poznań cho tới 2023 và nhanh chóng trở thành một cầu thủ đá chính dưới thời ông Dariusz Żuraw. Anh có được kiến tạo đầu tiên cho Lech Poznań trong chiến thắng 3–1 trên sân khách trước Górnik Zabrze. Đến tháng 2 năm 2020, anh có được bàn thắng đầu tiên cho "Kolejorz" trong chiến thắng sân nhà 3–0 trước Raków Częstochowa. Vào 20 tháng 6 năm 2020, Moder đã thành công ghi bàn từ một pha đá phạt hàng rào từ bên ngoài vòng cấm giúp cho Lech đánh bại Piast Gliwice 2–0 trên sân khách. Anh được bình chọn là Cầu thủ trẻ xuất sắc nhất tháng 6 năm 2020 của giải Ekstraklasa. Moder được coi là một mắt xích quan trọng của Lech Poznań trong mùa giải 2019–20, giúp cho "Kolejorz" kết thúc mùa giải ở vị trí thứ hai.

#### Mùa giải 2020–21
Moder đã có đóng góp quan trọng giúp cho Lech Poznań vượt qua được vòng loại UEFA Europa League 2020–21, với một kiến tạo trong chiến thắng 3–0 trên sân nhà trước Valmiera. Vào 20 tháng 9 năm 2020, Moder ghi bàn thắng quyết định giúp cho Lech đánh bại đại kình địch Warta Poznań 1–0 trên sân nhà.

### Brighton & Hove Albion
Vào 6 tháng 10 năm 2020, anh ký hợp đồng chuyển đến câu lạc bộ của Premier League, Brighton & Hove Albion, với mức phí chuyển nhượng 6 triệu Bảng.

#### Lech Poznań (cho mượn)
Moder ngay sau đó đã được cho mượn trở lại câu lạc bộ cũ Lech Poznań. Dự định ban đầu là bản hợp đồng cho mượn của anh sẽ kết thúc vào cuối mùa giải (phụ thuộc vào việc Lech Poznań có thể tiến sâu tại UEFA Europa League hay không). Mặc dù, Lech Poznań thi đấu bết bát ở giai đoạn đầu mùa giải 2020–21 của Ekstraklasa nhưng Moder đã thi đấu rất hay khi ghi tới 4 bàn thắng và có được 2 kiến tạo. Vào 22 tháng 10 năm 2020, anh có trận ra mắt UEFA Europa League, trong trận đấu vòng bảng trước Benfica, khi mà Lech đã bị đánh bại 4–2 ngay trên sân nhà.
Vào 18 tháng 12, sau khi Lech Poznań bị loại ngay từ vòng bảng 2020–21 UEFA Europa League, Moder đã được gọi về Brighton sớm vào ngày 31 tháng 12 năm 2020. Moder có lần ra sân cuối cùng cho Lech Poznań vào ngày 19 tháng 12 năm 2020, trong trận thua 1–0 trên sân nhà trước Wisła Kraków.

#### Mùa giải 2020–21
Moder có trận ra mắt Brighton vào ngày 10 tháng 2 năm 2021, đá chính và thi đấu toàn bộ 90 phút trong trận thua 1–0 trên sân khách trước Leicester City tại vòng năm cúp FA 2020-21. Anh có trận ra mắt Premier League vào ngày 27 tháng 2 khi được thay vào sân trong phút 84 của trận thua 1–0 trên sân khách trước West Brom. Lần đá chính đầu tiên của anh cho Những chú chim mòng biển tại giải Ngoại hạng đến vào ngày 20 tháng 3 năm 2022 trong chiến thắng 3–0 trên sân nhà trước Newcastle giúp cho Brighton có được cách biệt 6 điểm với nhóm xuống hạng. Moder sau đó thi đấu trong trận Brighton giành chiến thắng 3–2 trên sân nhà trước những nhà vô địch Manchester City vào ngày 18 tháng 5, sau khi các fan hâm mộ được phép quay trở lại sân. Trong trận đấu The Seagulls đã bị dẫn trước 2–0. Tuy nhiên, sau đó đã lội ngược dòng thành công để đánh bại City lần đầu tiên tại giải vô địch quốc gia kể từ năm 1989.

#### Mùa giải 2021–22
Moder giúp cho Brighton gỡ hòa sau khi đường tạt bóng của anh đã kiến tạo cho Neal Maupay dễ dàng ghi bàn. Sau đó 5 phút Alexis Mac Allister ghi bàn quyết định giúp Albion thắng 2–1 trước Burnley trong trận đấu mở màn của họ cho mùa giải 2021–22. Moder đã có được bàn thắng đầu tiên cho Brighton sau khi ghi bàn mở tỉ số trong chiến thắng 2–0 trên sân khách trước Cardiff City vào ngày 24 tháng 8 năm 2021 tại vòng 2 cúp liên đoàn 2021–22 ngay trong trận đấu đầu tiên của anh tại giải đấu này.
Bàn thắng thứ hai của anh cho Seagulls đến vào ngày 8 tháng 1 năm 2022, một lần nữa đến từ một giải đấu cúp, khi anh vừa ghi bàn và kiến tạo cho Neal Maupay trong trận thắng 2–1 trong hiệp phụ tại vòng 3 cúp FA trước West Bromwich Albion. Vào 2 tháng 4, trong trận hòa 0–0 trước Norwich City F.C, Moder đã tiếp đất trong một tư thế không tốt dẫn đến chấn thương dây chằng đầu gối. Do chấn thương gặp phải, Moder đã không thể thi đấu phần còn lại của mùa giải 21-22 và khiến cho khả năng được thi đấu World Cup 2022 của anh bị hẹp lại khi mà giải đấu này khởi tranh từ tháng 11 năm 2022.

## Sự nghiệp quốc tế
Vào 4 tháng 9 năm 2020, Moder có trận đấu đầu tiên cho Đội tuyển Ba Lan trong trận thua 1–0 trước Hà Lan ở UEFA Nations League. Với sự vắng mặt của Robert Lewandowski, Moder đã được mặc áo số 9 trong trận ra mắt. Vào 7 tháng 10 năm 2020, anh có lần đá chính đầu tiên trong trận giao hữu với Phần Lan. Tại đây, Ba Lan đã giành chiến thắng 5–1. Vào 11 tháng 11 năm 2020, anh ghi bàn đầu tiên cho đội tuyển quốc gia, chỉ vài giây sau khi vừa có mặt trên sân để thay Arkadiusz Milik, giúp Ba Lan đánh bại Ukraina 2–0 cũng trong một trận giao hữu. Bàn thắng thứ hai của anh cho Ba Lan đến sau khi Moder tận dụng tốt sai lầm của John Stones để ghi bàn duy nhất cho Ba Lan trong trận thua 2–1 trước đội tuyển Anh tại vòng loại World Cup 2022.
Moder được triệu tập vào danh sách 26 cầu thủ chuẩn bị cho Euro 2020 của đội tuyển Ba Lan  vào ngày 17 tháng 5 năm 2021, sau khi giải đấu phải hoãn một năm do tác động của COVID. Moder được thay vào ở phút 85 trong trận đấu đầu tiên của Ba Lan tại Euro trước Slovakia,  tại đây The Poles đã thất thủ 2–1 trên sân Krestovsky tại Saint Petersburg. Anh được đá chính trong trận đấu thứ hai của Ba Lan trước Tây Ban Nha, tại đây, anh đã mắc lỗi dẫn đến một quả penalty và phải chịu thẻ vàng. Tuy nhiên, Gerard Moreno đã sút trúng cột dọc, và trận đấu kết thúc với tỷ số 1–1 trên sân Estadio de La Cartuja của Tây Ban Nha. Moder cùng với Jan Bednarek của Southampton không thể góp mặt trong trận đấu cuối cùng của Ba Lan tại vòng bảng gặp Thụy Điển, tại đây Ba Lan đã để thua 3–2 và kết thúc hành trình Euro 2020 của họ với vị trí cuối bảng E.

## Thống kê sự nghiệp

### Câu lạc bộ
Tính đến 10 tháng 8 năm 2022
| Câu lạc bộ             | Mùa giải            | Giải vô địch quốc gia | Giải vô địch quốc gia | Giải vô địch quốc gia | Cúp quốc gia | Cúp quốc gia | Cúp liên đoàn | Cúp liên đoàn | Châu âu | Châu âu | Khác | Khác | Tổng cộng | Tổng cộng |
| Câu lạc bộ             | Mùa giải            | Giải đấu              | Trận                  | Bàn                   | Trận         | Bàn          | Trận          | Bàn           | Trận    | Bàn     | Trận | Bàn  | Trận      | Bàn       |
| ---------------------- | ------------------- | --------------------- | --------------------- | --------------------- | ------------ | ------------ | ------------- | ------------- | ------- | ------- | ---- | ---- | --------- | --------- |
| Lech Poznań II         | 2016–17             | III liga              | 28                    | 5                     | —            | —            | —             | —             | —       | —       | —    | —    | 28        | 5         |
| Lech Poznań II         | 2017–18             | III liga              | 25                    | 2                     | —            | —            | —             | —             | —       | —       | —    | —    | 25        | 2         |
| Lech Poznań II         | 2019–20             | II liga               | 8                     | 0                     | —            | —            | —             | —             | —       | —       | —    | —    | 8         | 0         |
| Lech Poznań II         | Tổng cộng           | Tổng cộng             | 61                    | 7                     | —            | —            | —             | —             | —       | —       | —    | —    | 61        | 7         |
| Lech Poznań            | 2017–18             | Ekstraklasa           | 1                     | 0                     | 0            | 0            | —             | —             | —       | —       | —    | —    | 1         | 0         |
| Lech Poznań            | 2019–20             | Ekstraklasa           | 26                    | 5                     | 4            | 0            | —             | —             | —       | —       | —    | —    | 30        | 5         |
| Lech Poznań            | 2020–21             | Ekstraklasa           | 14                    | 4                     | 1            | 0            | —             | —             | 10      | 0       | —    | —    | 25        | 4         |
| Lech Poznań            | Tổng cộng           | Tổng cộng             | 41                    | 9                     | 5            | 0            | —             | —             | 10      | 0       | —    | —    | 56        | 9         |
| Odra Opole (cho mượn)  | 2018–19             | I liga                | 31                    | 4                     | 4            | 0            | —             | —             | —       | —       | —    | —    | 35        | 4         |
| Brighton & Hove Albion | 2020–21             | Premier League        | 12                    | 0                     | 1            | 0            | —             | —             | —       | —       | —    | —    | 13        | 0         |
| Brighton & Hove Albion | 2021–22             | Premier League        | 28                    | 0                     | 2            | 1            | 2             | 1             | —       | —       | —    | —    | 32        | 2         |
| Brighton & Hove Albion | 2022–23             | Premier League        | 0                     | 0                     | 0            | 0            | 0             | 0             | —       | —       | —    | —    | 0         | 0         |
| Brighton & Hove Albion | Tổng cộng           | Tổng cộng             | 40                    | 0                     | 3            | 1            | 2             | 1             | 0       | 0       | 0    | 0    | 45        | 2         |
| Tổng cộng sự nghiệp    | Tổng cộng sự nghiệp | Tổng cộng sự nghiệp   | 173                   | 20                    | 12           | 1            | 2             | 1             | 10      | 0       | 0    | 0    | 197       | 22        |

1. ↑  Trận đấu tại UEFA Europa League

### Quốc tế
Tính đến các trận đấu trước 26 tháng 3 năm 2024
| Đội tuyển quốc gia | Năm       | Trận | Bàn |
| ------------------ | --------- | ---- | --- |
| Đội tuyển Ba Lan   | 2020      | 6    | 1   |
| Đội tuyển Ba Lan   | 2021      | 12   | 1   |
| Đội tuyển Ba Lan   | 2022      | 2    | 0   |
| Đội tuyển Ba Lan   | 2024      | 1    | 0   |
| Tổng cộng          | Tổng cộng | 21   | 2   |

Tính đến các trận đấu trước 29 tháng 3 năm 2022. Các bàn thắng của Ba Lan được ghi trước.
| Số | Ngày       | Sân                       | Số trận cho đội tuyển quốc gia | Đối thủ | Tỷ số sau bàn thắng | Chung cuộc | Giải đấu                 |
| -- | ---------- | ------------------------- | ------------------------------ | ------- | ------------------- | ---------- | ------------------------ |
| 1  | 11/11/2020 | Silesian, Chorzów, Ba Lan | 4                              | Ukraina | 2–0                 | 2–0        | Giao hữu                 |
| 2  | 31/03/2021 | Wembley, London, Anh      | 8                              | Anh     | 1–1                 | 1–2        | Vòng loại World Cup 2022 |

## Giải thưởng
Cá nhân
- Cầu thủ Ba Lan xuất sắc nhất Ekstraklasa: 2020
- Tân binh Ba Lan của năm: 2020